# Истоки (Ивановская область)
Истоки — посёлок в Южском районе Ивановской области, входит в состав Мугреево-Никольского сельского поселения.

## География
Расположен посёлок на северо-востоке Мугреево-Никольского сельского поселения Ивановской области, в лесистой местности.

## История
В 1981 году Указом Президиума Верховного Совета РСФСР посёлок Легковского карьера переименован в Истоки.

## Население
| 2010 |
| ---- |
| 16   |

## Инфраструктура
Действовал Легковский карьер.

## Транспорт
Находится на региональной автодороге 24Н-181.
Просёлочные дороги.